# Macrophya ribis
Macrophya ribis (Schrank, 1781) è un imenottero della famiglia Tenthredinidae.
Questa è una delle tante specie di tentredine con corpi neri e bande bianche sulle gambe.
Habitat
Siepi, bordi boschivi
Volano da maggio a luglio
Specie proveniente dall'Inghilterra, fotografato in Italia Abruzzo presso fiume Pescara localita’
Chieti scalo.